# Chronik des Pema Karpo
| Tibetische Bezeichnung                                 |
| ------------------------------------------------------ |
| Tibetische Schrift: འབྲུག་པའི་ཆོས་འབྱུང༌                     |
| Wylie-Transliteration: 'brug pa'i chos 'byung          |
| Andere Schreibweisen: Drugpa Chöchung; Drukpé Chönjung |
| Chinesische Bezeichnung                                |
| Pinyin:Zhuba jiaoshi 主巴教史; 竹巴教史                |

Die Chronik des Pema Karpo (tib.  'brug pa'i chos 'byung) ist ein Werk der tibetischen historiographischen Chöchung (chos 'byung) -Gattung von Drugpa Trülku Pema Karpo (padma dkar po; 1527–1592). Es wurde 1580 fertiggestellt. Das Werk enthält biographisches Material aus der Periode der Späteren Verbreitung der Lehre.
Eine moderne Ausgabe erschien in der tibetischen Buchreihe gangs can rig mdzod.

## Ausgaben
- Lhasa: Bod ljongs Bod yig dPe rnying dPe skrun khang 1992 (Gangs can Rig mdzod, 19)  (1. Aufl. Aug. 1992)

### Ältere
- Lhasa-Holzdruck, 310 Seiten[2]
- Blockdruck Ausgabe sPungs-thang, 189 S., 16. Jh.[3]

## Nachschlagewerke
- Zang-Han da cidian. Beijing 1985